# Соловьёв, Владимир Николаевич (генерал-майор)
Влади́мир Никола́евич Соловьёв (13 июля 1902 года, с. Кремяное, ныне Кореневский район, Курская область — 10 июня 1969 года, Москва) — советский военный деятель, генерал-майор (2 ноября 1944 года).

## Начальная биография
Владимир Николаевич Соловьёв родился 13 июля 1902 года в селе Кремяное ныне Кореневского района Курской области.

## Военная служба

### Гражданская война
В августе 1918 года был призван в ряды РККА, после чего в составе партизанского отряда имени Ю. В. Саблина принимал участие в боевых действиях на территории Курской губернии и на Украине.
В мае 1919 года направлен в 1-й Курский стрелковый полк, где служил на должностях командира отделения, взвода, роты и принимал участие в боевых действиях на Южном фронте против войск под командованием генерала А. И. Деникина и вооружённых формирований под командованием Н. И. Махно
В феврале 1920 года назначен на должность помощника начальника конного заградительного отряда, дислоцированного в Судже.

### Межвоенное время
В мае 1921 года назначен на должность начальника военных складов в Судже. В феврале 1923 года был демобилизован.
В мае 1924 года повторно был призван в ряды РККА и направлен на учёбу в Объединённую военную школу имени ВЦИК, дислоцированную в Москве. В 1926 году вступил в ряды ВКП(б). После окончания школы в сентябре 1927 года направлен в 165-й стрелковый полк (55-я стрелковая дивизия), где служил на должностях командира стрелкового взвода и взвода полковой школы.
В декабре 1930 года направлен на учёбу на Московские военно-политические курсы имени В. И. Ленина, после окончания которых в 1931 году остался на этих же курсах, где служил на должностях курсового командира и командира взвода.
В мае 1933 года Соловьёв назначен на должность помощника командира батальона 148-го стрелкового полка (50-я стрелковая бригада), а с июня 1934 года служил в штабе Московского военного округа на должностях начальника, комиссара команды штаба и коменданта штаба округа, а в сентябре 1935 года направлен в 1-й стрелковый полк (Московская Пролетарская стрелковая дивизия), где назначен на должность командира учебной роты, а затем — на должность командира батальона. В марте 1936 года направлен в правительственную командировку в МНР, после возвращения из которой в январе 1937 года вернулся на прежнюю должность.
В августе 1937 года Соловьёв направлен в зарубежную командировку в Китай, где в качестве советского специалиста-советника принимал участие в боевых действиях в ходе Японо-китайской войны. После возвращения из которой в августе 1938 года назначен на должность помощника начальника отдела Разведывательного управления РККА.
В августе 1939 года направлен на учёбу в Военной академии имени М. В. Фрунзе, после окончания двух курсов которой в 1940 году был назначен на должность старшего помощника начальника оперативного отделения оперативного отдела штаба 14-й армии (Ленинградский военный округ).
В 1941 году окончил Высшую специальную школу Генштаба.

### Великая Отечественная война
С началом войны находился на прежней должности. С 24 июня 1941 года армия вела оборонительные боевые действия на мурманском, кандалакшском и ухтинском направлениях.
В июне 1942 года назначен на должность командира 35-го гвардейского стрелкового полка (10-я гвардейская стрелковая дивизия), а в августе — на должность командира 6-й лыжнострелковой бригады, преобразованной в сентябре того же года в 31-ю лёгкую горнострелковую бригаду.
В феврале 1944 года назначен на должность командира 1-го легкострелкового корпуса, преобразованного в марте 1944 года в 126-й лёгкий стрелковый. Вскоре корпус под командованием Соловьёва принимал участие в боевых действиях в ходе Петсамо-Киркенесской наступательной операции, во время которой освобождал город Петсамо (ныне Печенга, Мурманская область).
С марта 1945 года корпус принимал участие в боевых действиях в ходе Моравско-Остравской и Пражской наступательных операций. За проявленную инициативу при освобождении города Прага, умелое командование частями корпуса Владимир Николаевич Соловьёв награждён орденом Суворова 2 степени.

### Послевоенная карьера
После окончания войны находился на прежней должности. В сентябре 1945 года корпус под командованием Соловьёва был передислоцирован на Чукотку.
В апреле 1948 года направлен на учёбу на Высшие академические курсы при Высшей военной академии имени К. Е. Ворошилова, после окончания которых в марте 1949 года назначен на должность заместителя командира 7-й отдельной кадровой танковой дивизии, а в апреле 1950 года — на должность помощника командующего 7-й механизированной армией (Белорусский военный округ).
Генерал-майор Владимир Николаевич Соловьёв в июле 1953 года вышел в запас. Умер 10 июня 1969 года в Москве.

## Воинские звания
- капитан (22.12.1935)
- майор (22.02.1938)
- полковник (1940)
- генерал-майор (02.11.1944)

## Награды
- Орден Ленина (2.11.1944[2]);;
- Три ордена Красного Знамени (22.2.1943[3], 3.11.1944, 20.06.1949);
- Орден Суворова 2-й степени (2.11.1944);
- Орден Кутузова 2-й степени (29.6.1945);
- Орден Александра Невского (№ 045; 31.1.1944)[4]);
- Орден «Знак Почета» (1.4.1938);
- Медали:
  - Медаль «За оборону Советского Заполярья» (5.12.1944);
  - Медаль «За победу над Германией в Великой Отечественной войне 1941-1945 гг.» (9.5.1945);
  - Медаль «За победу над Японией» (30.9.1945);
  - Медаль «Двадцать лет победы в Великой Отечественной войне 1941-1945 гг.» (7.5.1965);
  - Медаль «За освобождение Праги» (9.6.1945);
  - Медаль «XX лет Рабоче-Крестьянской Красной Армии» (22.2.1938);
  - Медаль «30 лет Советской Армии и Флота» (22.02.1948);
  - Медаль «40 лет Вооружённых Сил СССР» (18.12.1957);
  - Медаль «50 лет Вооружённых Сил СССР» (26.12.1967).